# Placer (Masbate)
Placer is een gemeente in de Filipijnse provincie Masbate op het gelijknamige eiland Masbate. Bij de census van 2020 telde de gemeente ruim 56 duizend inwoners.

## Geografie

### Bestuurlijke indeling
Placer is onderverdeeld in de volgende 35 barangays:
| - Aguada - Ban-Ao - Burabod - Cabangcalan - Calumpang - Camayabsan - Daanlungsod - Dangpanan - Daraga - Guin-Awayan - Guinhan-Ayan - Katipunan | - Libas - Locso-An - Luna - Mahayag - Mahayahay - Manlut-Od - Matagantang - Naboctot - Nagarao - Nainday - Naocondiot - Pasiagon | - Pili - Poblacion - Puro - Quibrada - San Marcos - Santa Cruz - Taboc - Tan-Awan - Taverna - Tubod - Villa Inocencio |

### Bevolkingsgroei
Placer had bij de census van 2020 een inwoneraantal van 56.340 mensen. Dit waren 514 mensen (0,92%) meer dan bij de vorige census van 2015. Ten opzichte van de census van 2000 was het aantal inwoners gegroeid met 11.922 mensen (26,84%). De gemiddelde jaarlijkse groei in die periode kwam daarmee uit op 1,20%, hetgeen lager was dan het landelijk jaarlijks gemiddelde over deze periode (1,79%).

De bevolkingsdichtheid van Placer was ten tijde van de laatste census, met 56.340 inwoners op 193,03 km², 291,9 mensen per km².